# Kurt Kasznar
Kurt Kasznar, nato Kurt Servischer (Vienna, 12 agosto 1913 – Santa Monica, 6 agosto 1979), è stato un attore austriaco naturalizzato statunitense.

## Biografia
Il padre di Kurt Servischer abbandonò la famiglia quando il futuro attore era ancora bambino. Dopo che la madre si risposò con il ristoratore ungherese Ferdinand Kasznar, il giovane Kurt ne assunse definitivamente il cognome. Ancora ragazzino, mentre lavorava come apprendista cameriere nel ristorante del patrigno, incontrò il celebre regista Max Reinhardt e iniziò a frequentare i suoi corsi di recitazione. Aveva undici anni quando apparve nel film Max domatore per amore (Der Zirkuskonig), girato nel 1924 a Vienna, che fu l'ultima interpretazione per il grande schermo del comico francese Max Linder.
Nel 1931 Kasznar iniziò a lavorare sul palcoscenico, comparendo al Festival di Salisburgo nel dramma religioso Everyman. Lavorò nei teatri austriaci per alcuni anni, fino al 1936, quando si recò negli Stati Uniti con la compagnia di Max Reinhardt per una lunga tournée. Interpretò il ruolo di Zebulon nell'opera-oratorio The Eternal Road, che debuttò il 7 luglio 1937, e lavorò in questa rappresentazione durante i tre mesi in cui andò in scena a Broadway, interpretandovi una dozzina di ruoli diversi.
Nel 1941 produsse per Broadway una rivista musicale in due atti, Crazy with the Heat, che però dovette chiudere anzitempo per difficoltà finanziarie. L'anno successivo Kasznar si arruolò nell'esercito statunitense e fu addestrato come operatore cinematografico. In tale veste fu assegnato a un'unità che venne inviata sul fronte del Pacifico, in particolare in Nuova Guinea e nelle Filippine. Kasznar fu uno dei primi operatori militari a filmare le rovine di Hiroshima e Nagasaki dopo i bombardamenti atomici, e fu presente alla resa giapponese che venne sottoscritta a bordo della USS Missouri.
Durante il servizio militare, Kasznar interpretò l'unico lavoro teatrale di cui fu anche autore, First Cousins, che venne dedicato a tutti i soldati combattenti per gli Stati Uniti ma nati in paesi non americani. Il lavoro risultò tra i vincitori di un concorso appositamente indetto tra i soldati scrittori e apparve nel 1943 nel libro The Army Play by Play, per poi essere rappresentato a Broadway e successivamente in una messa in scena speciale a cui assistette il presidente statunitense Franklin D. Roosevelt presso la sua residenza newyorkese di Hyde Park.
Ritornato a tempo pieno al palcoscenico dopo la fine del conflitto, Kasznar ottenne il primo grande successo teatrale con il ruolo di Uncle Louie nella commedia The Happy Time di Samuel A. Taylor, e tornò a interpretare il medesimo personaggio nella versione cinematografica del lavoro, intitolata Tempo felice e girata nel 1952, anno del debutto dell'attore sugli schermi cinematografici. Il ruolo di Uncle Louie gli valse anche una nomination al premio Golden Globe e gli consentì di ottenere altri ruoli di supporto, come nei western Sombrero (1953) e Cavalca vaquero! (1953), nei musical Lili (1953) e Baciami Kate! (1953), e nel dramma sentimentale L'ultima volta che vidi Parigi (1954).
Durante gli anni cinquanta Kasznar proseguì la propria brillante carriera teatrale con alcune notevoli performance a Broadway: interpretò il regista in Sei personaggi in cerca d'autore (1955-1956) di Pirandello, quindi il ruolo di Pozzo nel dramma Aspettando Godot (1956) di Samuel Beckett, e successivamente apparve nella commedia Look After Lulu! (1959) di Noël Coward.
Già da tempo affermatosi anche come interprete televisivo, con apparizioni nelle serie Climax! (1956-1957) e Play of the Week (1959-1961), Kasznar venne scelto per interpretare il detective Nero Wolfe in un'omonima serie televisiva per la CBS, al fianco di William Shatner nel ruolo di Archie Goodwin. La serie fu tuttavia abbandonata dopo la realizzazione di pochi episodi.
Anche negli anni sessanta Kasznar mantenne il suo status di star di Broadway: nel ruolo di Max Detweiler recitò nel musical The Sound of Music (1959-1963), e fu il solo attore ad essere apparso regolarmente nello spettacolo in tutte le sue oltre mille repliche, guadagnandosi anche una nomination al Tony Award. Non riuscì tuttavia a interpretare il personaggio nella successiva versione cinematografica, Tutti insieme appassionatamente, poiché il ruolo di Max Detweiler andò all'attore Richard Haydn. Kasznar incontrò comunque un altro successo grazie al ruolo di Victor Velasco nella versione teatrale di A piedi nudi nel parco di Neil Simon, in scena a Broadway dal 1963 al 1967.
Per il piccolo schermo interpretò il ruolo di Alexander B. Fitzhugh nei 51 episodi della serie fantasy La terra dei giganti (1968-1970), creata e prodotta dal regista e sceneggiatore Irwin Allen, e negli anni settanta continuò a calcare il palcoscenico. Tra le sue interpretazioni teatrali del decennio, da ricordare quella in Don Juan in Hell, che John Houseman trasse dal lavoro originario di George Bernard Shaw e portò in tournée per sei mesi in 158 diverse città degli Stati Uniti, e quella nel ruolo di Mansky nella pièce The Play's the Thing, scritta da Ferenc Molnár.

## Vita privata
Kasznar si sposò nel 1939 con l'ereditiera americana Cornelia Woolley, figlia di un facoltoso industriale tessile e molto nota negli ambienti teatrali come mecenate e filantropa. Dopo l'improvvisa morte della Woolley, avvenuta nel 1948, Kasznar si sposò nuovamente nel 1950 con l'attrice Leora Dana, conosciuta sul palcoscenico durante le repliche di The Happy Time, dalla quale divorziò nel 1958.
L'attore morì il 6 agosto 1979, all'età di sessantacinque anni, dieci mesi dopo che gli era stato diagnosticato un cancro.

## Filmografia

### Cinema
- Der Zirkuskönig, regia di Édouard-Émile Violet (1925)
- L'immagine meravigliosa (The Light Touch), regia di Richard Brooks (1952)
- Tutto può accadere (Anything Can Happen), regia di George Seaton (1952)
- Talk About a Stranger, regia di David Bradley (1952)
- Modelle di lusso (Lovely to Look At), regia di Mervyn LeRoy e Vincente Minnelli (1952)
- La strada dell'eternità (Glory Alley), regia di Raoul Walsh (1952)
- Tempo felice (The Happy Time), regia di Richard Fleischer (1952)
- Il bruto e la bella (The Bad and the Beautiful), regia di Vincente Minnelli (1952) – non accreditato
- Lili, regia di Charles Walters (1953)
- Sombrero, regia di Norman Foster (1953)
- Cavalca vaquero! (Ride, Vaquero!), regia di John Farrow (1953)
- Baciami Kate! (Kiss Me Kate), regia di George Sidney (1953)
- I fratelli senza paura (All the Brothers Were Valiant), regia di Richard Thorpe (1953)
- Tre ragazze di Broadway (Give a Girl a Break), regia di Stanley Donen (1953)
- The Great Diamond Robbery, regia di Robert Z. Leonard (1954)
- La valle dei re (Valley of the Kings), regia di Robert Pirosh (1954)
- L'ultima volta che vidi Parigi (The Last Time I Saw Paris), regia di Richard Brooks (1954)
- L'inferno è a Dien Bien Fu (Jump Into Hell), regia di David Butler (1955)
- Mia sorella Evelina (My Sister Eileen), regia di Richard Quine (1955)
- L'avventuriera di Bahamas (Flame of the Islands), regia di Edward Ludwig (1956)
- Quadriglia d'amore (Anything Goes), regia di Robert Lewis (1956)
- Addio alle armi (A Farewell to Arms), regia di Charles Vidor (1957)
- Timbuctù (Legend of the Lost), regia di Henry Hathaway (1957)
- Le armi e l'uomo (Helden), regia di Franz Peter Wirth (1958)
- Frauensee, regia di Rudolf Jugert (1958)
- Il viaggio (The Journey), regia di Anatole Litvak (1959)
- Come prima (For the First Time), regia di Rudolph Maté (1959)
- 55 giorni a Pechino (55 Days at Peking), regia di Nicholas Ray e Guy Green (1963)
- Code Name: Heraclitus, regia di James Goldstone (1967) – film tv
- James Bond 007 - Casino Royale (Casino Royale), regia di Val Guest e Ken Hughes (1967)
- Il pirata del re (The King's Pirate), regia di Don Weis (1967)
- I pericoli di Paolina (The Perils of Pauline), regia di Herbert B. Leonard e Joshua Shelley (1967)
- Androcles and the Lion, regia di Joe Layton (1967) – film tv
- L'imboscata (The Ambushers), regia di Henry Levin (1967)
- The Smugglers, regia di Norman Lloyd (1968) – film tv
- Suddenly, Love, regia di Stuart Margolin (1978) – film tv

### Televisione
- The Web – serie TV, 1 episodio (1954)
- The Philco Television Playhouse – serie TV, 1 episodio (1954)
- Studio One – serie TV, 1 episodio (1955)
- Playwrights '56 – serie TV, 1 episodio (1956)
- Lux Video Theatre – serie TV, 2 episodi (1955-1956)
- Kraft Television Theatre – serie TV, 2 episodi (1955-1956)
- Jane Wyman Presents the Fireside Theatre – serie TV, 1 episodio (1956)
- Schlitz Playhouse of Stars – serie TV, 1 episodio (1957)
- Studio 57 – serie TV, 1 episodio (1957)
- Goodyear Television Playhouse – serie TV, 1 episodio (1957)
- Suspicion – serie TV, 1 episodio (1957)
- Climax! – serie TV, 3 episodi (1956-1957)
- Matinee Theatre – serie TV, 3 episodi (1956-1957)
- The DuPont Show of the Month – serie TV, episodio 1x05 (1958)
- Le grandi fiabe (Shirley Temple's Storybook) – serie TV, 1 episodio (1958)
- The Further Adventures of Ellery Queen – serie TV, episodio 1x16 (1959)
- Westinghouse Desilu Playhouse – serie TV, episodio 1x14 (1959)
- Goodyear Theatre – serie TV, episodio 3x01 (1959)
- Avventure in paradiso (Adventures in Paradise) – serie TV, episodio 1x02 (1959)
- The Robert Herridge Theater – serie TV, 1 episodio (1960)
- Play of the Week – serie TV, 3 episodi (1959-1961)
- La città in controluce (Naked City) – serie TV, 2 episodi (1961-1963)
- Alcoa Premiere – serie TV, 2 episodi (1963)
- Il reporter (The Reporter) – serie TV, episodio 1x02 (1964)
- Le cause dell'avvocato O'Brien (The Trials of O'Brien) – serie TV, 1 episodio (1965)
- Agenzia U.N.C.L.E. (The Girl from U.N.C.L.E.) – serie TV, episodio 1x01 (1966)
- Un eroe da quattro soldi (The Hero) – serie TV, 1 episodio (1966)
- Quella strana ragazza (That Girl) – serie TV, 1 episodio (1966)
- Polvere di stelle (Bob Hope Presents the Chrysler Theatre) – serie TV, 2 episodi (1967)
- Le spie (I Spy) – serie TV, episodio 2x19 (1967)
- Organizzazione U.N.C.L.E. (The Man from U.N.C.L.E.) – serie TV, 1 episodio (1967)
- Io e i miei tre figli (My Three Sons) – serie TV, episodio 7x26 (1967)
- I giorni di Bryan (Run for Your Life) – serie TV, 2 episodi (1966-1967)
- The Danny Thomas Hour – serie TV, 1 episodio (1967)
- Operazione ladro (It Takes a Thief) – serie TV, 1 episodio (1968)
- La terra dei giganti (Land of the Giants) – serie TV, 51 episodi (1968-1970)
- Il virginiano (The Virginian) – serie TV, episodio 9x07 (1970)
- Reporter alla ribalta (The Name of the Game) – serie TV, 1 episodio (1971)
- McMillan e signora (McMillan & Wife) – serie TV, 1 episodio (1971)
- F.B.I. – serie TV, 1 episodio (1972)
- Le sorelle Snoop (The Snoop Sisters) – serie TV, 1 episodio (1972)
- Here's Lucy – serie TV, 1 episodio (1972)
- Search – serie TV, 1 episodio (1972)
- Love, American Style – serie TV, 1 episodio (1973)
- Hawkins – serie TV, 1 episodio (1974)
- ABC Afterschool Specials – serie TV, 1 episodio (1974)
- Barnaby Jones – serie TV, 1 episodio (1975)
- Wonder Woman – serie TV, 2 episodi (1977)
- Young Dan'l Boone – serie TV, 1 episodio (1977)

## Doppiatori italiani
- Giorgio Capecchi in Lili, Sombrero, Cavalca vaquero!, Baciami Kate!, I fratelli senza paura, La valle dei re, L'ultima volta che vidi Parigi, Il viaggio
- Carlo Romano in Mia sorella Evelina, Addio alle armi
- Pino Locchi in Timbuctù